# اینور شوچرباکوف
اینور شوچرباکوف (انگلیسی: Ihor Shcherbakov؛ زادهٔ ۱۹ نوامبر ۱۹۵۵) آهنگساز، و مربی موسیقی اهل اتحاد جماهیر شوروی سوسیالیستی است.